# Шмакове
Шмако́ве — село в Україні, у Криничанській селищній громаді Кам'янського району Дніпропетровської області.
Населення — 129 мешканців.

## Географія
Село Шмакове знаходиться за 3 км від лівого берега річки Грушівка, на відстані 2 км від сіл Якимівка та Грушівка Дніпровського району. У селі бере початок Балка Глибока з загатою.

## Населення

### Мова
Розподіл населення за рідною мовою за даними перепису 2001 року:
| Мова            | Відсоток |
| --------------- | -------- |
| українська      | 89,1 %   |
| російська       | 9,3 %    |
| інші/не вказали | 1,6 %    |